# Helicteres flagellaris
Helicteres flagellaris är en malvaväxtart som först beskrevs av George Bentham, och fick sitt nu gällande namn av Cowie. Helicteres flagellaris ingår i släktet Helicteres och familjen malvaväxter. Inga underarter finns listade i Catalogue of Life.